# Columbia (Illinois)
Columbia é uma cidade localizada no estado americano de Illinois, no Condado de Monroe e Condado de St. Clair.

## Demografia
Segundo o censo americano de 2000, a sua população era de 7922 habitantes.
Em 2006, foi estimada uma população de 9109, um aumento de 1187 (15.0%).

## Geografia
De acordo com o United States Census Bureau tem uma área de
24,5 km², dos quais 24,4 km² cobertos por terra e 0,1 km² cobertos por água. Columbia localiza-se a aproximadamente 125 m acima do nível do mar.

## Localidades na vizinhança
O diagrama seguinte representa as localidades num raio de 12 km ao redor de Columbia.